# Gum jezici
Gum jezici, podskupina od šest croisilles jezika šire skupine madang, transnovogvinejska porodica, kojim govori preko 10.000 ljudi u Papui Novoj Gvineji. 
U gum jezike pripadaju: amele [aey] (5.300; 1987 SIL), bau [bbd] (3.060; 2000), gumalu [gmu] (580; 2003 SIL), isebe [igo] (910; Wurm and Hattori 1981), panim [pnr] (420; 2003 SIL), sihan [snr] (570; 2003 SIL).

## Vanjske poveznice
- Ethnologue (14th)
- Ethnologue (15th)